# Cefsulodyna
Cefsulodyna (łac. cefsulodinum) – wielofunkcyjny organiczny związek chemiczny, bakteriobójczy antybiotyk beta-laktamowy z grupy cefalosporyn III generacji. 

## Mechanizm działania
Cefsulodyna jest antybiotykiem bakteriobójczym, hamującym syntezę ściany komórkowej bakterii Gram-ujemnych oraz Gram-dodatnich poprzez unieczynnianie białek wiążących penicylinę. Cefsulodyna jest oporna na działanie większości β-laktamaz, jednakże w trakcie leczenia narasta oporność szczepów pałeczki ropy błękitnej (Pseudomonas aeruginosa). 

## Zastosowanie
- zakażenia pałeczką ropy błękitnej u dzieci i dorosłych[2]
- zakażenia pałeczką ropy błękitnej u pacjentów z mukowiscydozą[2]

W 2016 roku cefpirom nie był dopuszczony do obrotu w Polsce.

## Działania niepożądane
Cefsulodyna może powodować następujące działania niepożądane:
- nudności,
- wymioty,
- nadwrażliwość skórna
- eozynofilia,
- wzrost aktywności aminotransferazy alaninowej (AlAT) w osoczu krwi,
- wzrost aktywności aminotransferazy asparaginianowej (AspAT) w osoczu krwi,
- wzrost aktywności fosfatazy alkalicznej w osoczu krwi,
- wzrost stężenia kreatyniny w osoczu krwi.